# Carollia perspicillata
Carollia perspicillata — вид родини листконосові (Phyllostomidae), ссавець ряду лиликоподібні (Vespertilioniformes, seu Chiroptera).

## Поширення
Країни проживання: Беліз, Болівія, Багатонаціональне Штатів; Бразилії, Колумбії, Коста-Риці, Еквадор, Сальвадор, Французька Гвіана, Гватемала, Гаяна, Гондурас, Мексика, Нікарагуа, Панама, Парагвай, Перу, Сент-Кітс і Невіс, Суринам, Тринідад і Тобаго.
Перебуває як у вологих вічнозелених так і сухих листопадних лісах, як правило, нижче 1000 м над рівнем моря, зазвичай спить в групах по 10-100 кажанів в печерах, дуплах дерев, тунелях, водопропускних трубах. Харчується принаймні 50 різними видами фруктів, а також пилком, комахами.